# Het mooiste liedje
Het mooiste liedje was een Nederlands televisieprogramma van SBS6, dat werd uitgezonden in de herfst van 2019. In deze serie van zes afleveringen werd gezocht naar het mooiste liedje van Nederlandse bodem. De presentatie was in handen van Johnny de Mol.

## Format
Om erachter te komen wat het mooiste nummer van Nederlandse bodem was, konden mensen vooraf stemmen op hun favoriete lied. De top vijftig hiervan werd in dit programma door Nederlandse artiesten vertolkt. Elke aflevering werden tien nummers gezongen, waarvan twee door een jury van muziekexperts werden beoordeeld als mooist. In de finale werden de tien uitgekozen nummers nog eens vertolkt, waarna in Shownieuws de uitslag duidelijk werd: dan moest blijken welke van de tien het allermooist is.
Jurylid Eric van Tijn maakte de top drie bekend. Bovenaan eindigde Het dorp, gevolgd door Zeg me dat het niet zo is en Avond.

## Afleveringen
Alle afleveringen werden uitgezonden op zondagavond van 21.00 tot 22.30 uur.
Seizoen 1
| Aflevering | Datum            | Presentatie   | Artiesten | Jury                                                   | Gezongen nummers (dikgedrukt is door naar finale / is het winnende lied) | Kijkcijfers |
| ---------- | ---------------- | ------------- | --- | ------------------------------------------------------ | --- | ----------- |
| 1          | 13 oktober 2019  | Johnny de Mol | Xander de Buisonjé, Jan Dulles, Glennis Grace, Anita Meyer en Tino Martin                                                                                              | Arno Krabman, Eric van Tijn en Bram Koning             | Onderweg, Geef mij je angst, Stil in mij, Pastorale, Kon ik maar even bij je zijn, Omarm, Ken je mij, Waarom nou jij, Brabant, Avond                                                | 822.000     |
| 2          | 20 oktober 2019  | Johnny de Mol | Jeroen van der Boom, Ruth Jacott, Lisa Lois, Tino Martin en Sjors van der Panne                                                                                        | Martijn Schimmer, Eric van Tijn en Edwin van Hoevelaak | De bestemming, Kronenburg Park, Hou me vast, Laat me, Zoutelande, Zij gelooft in mij, Iedereen is van de wereld, Lost, Als ze er niet is, Never nooit meer                          | 741.000     |
| 3          | 27 oktober 2019  | Johnny de Mol | Jeroen van der Boom, Marco Borsato, Brace, Loes Haverkort, Berget Lewis en Samantha Steenwijk                                                                          | Glen Faria, Eric van Tijn en Holger Schwedt            | Toen ik je zag, Mag ik dan bij jou, Bloed, zweet en tranen, Flink zijn, Nobody's wife, Telkens weer, Zonder jou, Why tell me, why, Zeg me dat het niet zo is, Zelfs je naam is mooi | 595.000     |
| 4          | 3 november 2019  | Johnny de Mol | Dwight Dissels, Niels Geusebroek, Maan, Edsilia Rombley en Roel van Velzen                                                                                             | Glen Faria, Eric van Tijn en Jan-Willem Rozenboom      | Samen zijn, Zij maakt het verschil, Papa, Radar love, De vlieger, Wat zou je doen, Wereld zonder jou, Venus, 'k Heb je lief, Waves                                                  | 626.000     |
| 5          | 10 november 2019 | Johnny de Mol | Jeroen van der Boom, Jan Dulles, Jennie Lena, Kimberly Maasdamme en Trijntje Oosterhuis                                                                                | Jochem Fluitsma, Eric van Tijn en Emile Hartkamp       | Het dorp, Als het avond is, Dochters, Voor haar, You, De glimlach van een kind, Duurt te lang, Over de muur, Kleine jongen, Het regent zonnestralen                                 | 606.000     |
| 6          | 17 november 2019 | Johnny de Mol | Jeroen van der Boom, Marco Borsato, Xander de Buisonjé, Dwight Dissels, Jan Dulles, Glennis Grace, Ruth Jacott, Anita Meyer, Trijntje Oosterhuis en Samantha Steenwijk | –                                                      | Kleine jongen, De bestemming, Papa, Brabant, Het dorp, Laat me, De vlieger, Zeg me dat het niet zo is, Avond, Bloed, zweet en tranen                                                | 595.000     |